# Christian Hornemann
Christian Hornemann, född 1759, död den 23 oktober 1793, var en dansk filosof, bror till  Jens Wilken Hornemann, kusin till Claus Frees Horneman.
Hornemann var den förste, som i Danmark gjorde Kants filosofi känd, i det han, hemkommen från en utländsk resa (1791), började föreläsa över Kants Kritik der reinen Vernunft. Postumt utgavs Christian Hornemanns efterladte philosophiske skrifter (1795, med företal av Johan Frederik Vilhelm Schlegel och en karakteristik av författaren av Jens Bindesbøll; tysk översättning).